# Eugenia Mateianu
Eugenia Mateianu (nume de fată Eugenia Țărăngoiu; n. 8 aprilie 1936, Chișinău) este o fostă scrimeră română specializată pe floretă.
A activat la Clubul Sportiv Universitatea Cluj, unde l-a întâlnit pe viitorul soț, fotbalistul Viorel Mateianu. A participat la proba pe echipe la Jocurile Olimpice de vară din 1960, România fiind eliminată în al doilea tur de grupe.

## Legături externe
- en Eugenia Mateianu la Olympedia.org